# Иверсен, Бернхард
Бернхард Иверсен (нем. Bernhard Iversen; 26 января 1881, Мункбраруп — 12 февраля 1947, Киль) — немецкий музыкальный педагог, редактор, профессор педагогической академии в Киле; член НСДАП и Штурмовых отрядов (с 1933).

## Биография
Бернхард Иверсен родился 26 января 1881 года в Мункбрарупе; после подготовительного педагогического института (Präparandenanstalt) и подготовительной школы для учителей младших классов (Volksschullehrerseminar) он, с 1908 по 1926 гон, состоял педагогом для будущих преподавателей музыки в Рендсбурге. Затем он стал преподавателем, а в 1927 году — профессором музыкального образования в новой педагогической академии в Киле (Pädagogische Akademie Kiel), основанной только в 1926 и которая в 1933—1941 стала называться Высшей школой педагогического образования (Hochschule für Lehrerbildung).
В 1933 году Иверсен стал членом НСДАП, Штурмовых отрядов (СА) — а также вошел в Национал-социалистический союз учителей (NS-Lehrerbund), где стал ответственным делопроизводителем (Gausachbearbeiter) в музыкальном отделе. 11 ноября 1933 года Бернхард Иверсен был среди более 900 ученых и преподавателей немецких университетов и вузов, подписавших «Заявление профессоров о поддержке Адольфа Гитлера и национал-социалистического государства». Кроме того, он стал редактором журнала по музыкальному образованию «Искусство и молодежь» (Kunst und Jugend), также относившемуся к союзу NS-Lehrerbund. После 1939 года он преподавал: сначала в Гамбурге, а затем — до 1943 — в педагогическом институте в Ганновере (Lehrerbildungsanstalten, LBA). После этого он вернулся в Киль, где работал в департаменте образования. Сокращенный британской послевоенной администрацией, Иверсен умер в 12 февраля 1947 году в Киле от последствий хирургической операции. За время своей карьеры он опубликовал ряд песен для начальной школы.

## Работы
- Niederdeutschland / Iversen, Bernhard. — Plauen : Wolff, 1936.
- Liederbuch für die Volksschulen / Iversen, Bernhard. — Schleswig : Bergas.